# 再見 (西野加奈單曲)
《再見》（日语：さよなら）為日本歌手西野加奈於2013年10月23日發行的第22張單曲。

## 簡介
- 與上張單曲《淚色》相隔約2個多月的新單曲。
- 本作的標題曲〈再見〉是一首描寫「分別」的失戀歌曲[1]，並為NHK電視劇10《玻璃之家》主題曲。
- 初回限定盤附有原創封面以及收錄幕後花絮及訪談的特別DVD。
- 在第55屆日本唱片大獎獲得「優秀作品獎」。

## 發行版本
- CD+DVD（初回限定盤）
- CD ONLY

## 曲目

### CD
1. 再見
作詞：Kana Nishino/SAEKI youthK(RzC)　作曲：SAEKI youthK(RzC)
  - NHK電視劇10《玻璃之家》主題曲。
2. Brand New Me	
作詞：Kana Nishino　作曲：SKY BEATZ/FAST LANE/LISA DESMOND
3. 好想見你 好想見你（Live on MTV Unplugged）
作詞：Kana Nishino・GIORGIO 13　作曲：GIORGIO CANCEMI

### DVD
1. Behind the scene of 再見 Photo Session／再見 Special Interview

## 外部連結
- 西野加奈官方網站 （页面存档备份，存于）（日語）